# Фонтанароза
Фонтанароза (итал. Fontanarosa) — коммуна в Италии, располагается в регионе Кампания, в провинции Авеллино.
Население составляет 3450 человек, плотность населения составляет 216 чел./км². Занимает площадь 16 км². Почтовый индекс — 83040. Телефонный код — 0825.
Покровителем населённого пункта считается святитель Николай, Мирликийский Чудотворец. Праздник ежегодно празднуется 6 декабря.